# 12β-ヒドロキシステロイドデヒドロゲナーゼ
12β-ヒドロキシステロイドデヒドロゲナーゼ（12β-hydroxysteroid dehydrogenase）は、次の化学反応を触媒する酸化還元酵素である。
反応式の通り、この酵素の基質は3α,7α,12β-トリヒドロキシ-5β-コラン酸とNADP+、生成物は3α,7α-ジヒドロキシ-12-オキソ-5β-コラン酸とNADPHとH+である。
組織名は12β-hydroxysteroid:NADP+ 12-oxidoreductaseで、別名に12β-hydroxy steroid (nicotinamide adenine dinucleotide phosphate)dehydrogenaseがある。